# Kanton Remlingen
Der Kanton Remlingen bestand von 1807 bis 1813 im Distrikt Braunschweig im Departement der Oker im Königreich Westphalen und wurde durch das Königliche Decret vom 24. Dezember 1807 gebildet.

## Gemeinden
- Remlingen mit Klein-Biwende
- Sottmar mit Wittmar
- Hedwigsburg mit Kissenbrück
- Neindorf und Donnersburg
- Groß-Biewende
- Bornum
- Börßum
- Achim (bisher Amtssitz)
- Seinstedt
- Timmern mit Kalme
- Hedeper mit Wetzleben
- Semmenstedt
- Roklum

## Einzelnachweis
1. ↑  Königliches Decret, wodurch die Eintheilung des Königreichs in acht Departements angeordnet wird. Verzeichniß der Departements, Districte, Cantons und Communen des Königreichs. In: Landschaftsverband Westfalen-Lippe (Hrsg.): Bulletin des lois du Royaume de Westphalie. Band I, Nr. 6, 1807, S. 152 f. (lwl.org [PDF; 4,9 MB; abgerufen am 30. März 2013]).

- Karte mit allen verlinkten Seiten:
- OSM |
- WikiMap